# Zosterops mbuluensis
Zosterops mbuluensis — вид воробьиных птиц из семейства белоглазковых (Zosteropidae).

## Таксономия
Ранее считался подвидом Zosterops poliogastrus. Подвидов не выделяют.

## Распространение
Обитают на юге Кении и в северной части Танзании.

## Описание
Длина тела 11-12 см. Лоб желтый, корона желто-зелёная. Белое глазное кольцо. Верхние части тела зелёные, нижние золотые. Бока бледно-зелёные. Клюв чёрный. Ноги серые. Хвост тёмно-коричневый с узкой зелёной окантовкой.
Самцы и самки выглядят одинаково. Неполовозрелые особи похожи на взрослых птиц.

## Охранный статус
МСОП присвоил виду охранный статус LC.